# Balada o drevesu
Balada o drevesu je roman pisateljice in prevajalke Mateje Gomboc, ki je izšel leta 2021 pri založbi Miš. Zanj je pisateljica leta 2022 prejela nagrado za otroško in mladinsko književnost desetnica. Roman je bil izbran tudi v projektu Rastem s knjigo za srednje šole.

## Vsebina
V romanu se prvoosebna pripovedovalka Ada, dijakinja 3. letnika gimnazije in nadarjena violinistka, sooča z življenjem po samomoru svojega fanta Majka. V dneh po tragičnem dogodku se Ada srečuje z mnogimi ljudmi, ki so ji v oporo in ki vsak po svoje doživljajo Majkov odhod. V pomoč so ji sestra Ina, prijateljici Veronika in Saba, Majkova prijatelja Val in Mare, Majkova mama Darja, medtem ko mama in oče v marsičem ne znata pomagati hčerki. Predvsem pa je Adi v uteho igranje violine, ki ji je druga govorica, znana predvsem njej. Svojo stisko doživlja v podobi drevesa, ki ga čuti v sebi, in je metafora za vsa intenzivna občutja mlade protagonistke.
Hkrati se v retrospektivah odvijajo pretekli dogodki Adinega in Majkovega življenja: Adino otroštvo na Primorskem, selitev v Ljubljano, osnovnošolske težave z vrstniki, zaljubljenost in velika ljubezen med njima, pa tudi Majkova bolezen, ki je nazadnje močnejša od njega.
To je zgodba o tragičnem soočanju s smrtjo, pa tudi o čudoviti ljubezni in prijateljstvu ter sočutni pomoči drug drugemu, ko se vsi, ki ostajajo, soočajo s številnimi vprašanji in različnimi čustvi od žalosti in jeze do želje po razumevanju nerazumljivega.  